# Syndikat (Luxemburg)
Als Syndikat, französisch: Syndicat, werden im Großherzogtum Luxemburg kommunale Zweckverbände bezeichnet. In diesen können sich Gemeinden zusammenschließen, um gemeinsam bestimmte Aufgaben zu erfüllen, Projekte zu initiieren oder kommunale Einrichtungen zu betreiben.
Die Möglichkeit der Gründung von Syndikaten geht auf ein Gesetz vom 14. Februar 1900 zurück. Im Laufe der Jahrzehnte mehrfach geändert, stammt die aktuelle Fassung vom 23. Februar 2001, verkündet am 26. März 2001.
Die Aufgaben wie auch die Anzahl der beteiligten Gemeinden sind sehr unterschiedlich. Klassische Felder sind zum Beispiel die Abwasser- und Abfallbeseitigung. Hier finden sich auch die größten der Syndikate. So übernimmt das interkommunale Syndikat SIDEC die Müllbeseitigung für 45 Kommunen im Norden Luxemburgs. Es deckt mit einem Einzugsgebiet von fast 1400 km² mehr als die Hälfte der Fläche des Großherzogtums ab.
Daneben sind auch Einzelprojekte zu finden. Beispiele hierfür sind die Einrichtung des Naturparks in der Region um Müllerthal in der Kleinen Luxemburger Schweiz durch insgesamt vierzehn Gemeinden, der Betrieb von Kinderbetreuungseinrichtungen und einer Gemeindebibliothek durch die Gemeinden Burmerange, Remerschen und Wellenstein, (heute alle Teil von Schengen) oder der eines Freizeitbades durch die Gemeinden Strassen und Bartringen. Auch die seit langem stillgelegte Straßenbahn des Kantons Esch war als Syndikat organisiert.
Um ein Syndikat ins Leben zu rufen, müssen zunächst die Gemeinderäte der interessierten Gemeinden einen entsprechenden Beschluss fassen. Die Genehmigung zur Gründung erfolgt dann, nach Beratung des Staatsrates, durch einen großherzoglichen Erlass. Die Organe eines Syndikats sind ein Ausschuss, dessen Vorstand sowie ein zugehöriges Büro. Die Vertreter der beteiligten Kommunen im Ausschuss werden durch deren Gemeinderäte gewählt. Der Ausschuss wählt dann der Vorsitzenden aus seinen eigenen Reihen.
Der 1986 gegründete kommunale Spitzenverband SYVICOL als Vertretung aller luxemburgischen Städte und Gemeinden ist ebenfalls als Syndikat organisiert.